# کووودنو
کووودنو (به لهستانی:  Kołodno) یک روستا در لهستان است که در گمینا گرودک واقع شده‌است.